# Sulpicius Severus
Sulpicius Severus (363 körül – 425 körül) Aquitániában született ókeresztény író. Két jelentős műve maradt fenn: Tours-i Szent Márton életrajza és a Szent Krónika. Ahogy Lactantius a keresztény Cicero, úgy Severus a keresztény Sallustius.

## Élete
Életéről kevés információról rendelkezünk. Részben az általa írt művekből, részben pedig barátjának, Nolai 
Szent Paulinusnak a leveleiből, valamint a Massiliai Gennadius történetíró Severusról írt életrajzából következtethetünk életrajzi adataira.
Aquitániai nemes családból származott, kiváló képzést kapott: otthonosan mozgott mind az irodalom, mind a 
jogtudomány területén. Korának ünnepelt jogásza volt, a jogi szemlélet átüt írásain is. Egy előkelő szenátori
rangú család leányát vette feleségül, aki azonban hamarosan meghalt. Ezt követően Tours-i Szent Márton hatása alá került, 
akinek tanításán felbuzdulva 399-ben vagyonát a szegényeknek adta és életét Isten szolgálatának szentelte: Primuliacumban 
kolostort alapított és Márton elvei szerint élte életét. Döntését apja felháborodottan fogadta, de mind Paulinus, mind korábbi
anyósa támogatta.
Pappá is szentelték, de papi működéséről nincs információnk. Állítólag élete végén megkísértette őt a pelagianizmus – de hamar visszatért az ortodoxiához és hosszasan vezekelt. A katolikus és az ortodox egyház is szentté avatta, emléknapja január 29. A Meroving-uralkodók védőszentje volt. Jelentőségét mutatja a számtalan Saint-Sulpice nevű település, valamint a Sulpiciusról elnevezett templomok sokasága Franciaországban.

## Művei

### Szent Márton élete
Művei közül a legjelentősebb Szent Márton életrajza. Severus, felesége halála után, galliai körútra indult. 396-ban találkozott
Mártonnal és teljesen a hatása alá került. „A 4. század második fele a világnak való hátatfordítás nagy korszaka: a legnagyobb
szellemeket is megkísértette a szerzetesi élet romantikája, ördög- és Istenközelsége, s ha közülük néhányan a püspök méltóság
magaslatára emelkedtek is, szerzetesi közösségben éltek, mint Augustinus, Paulinus Nolanus és maga Szent Márton is”. Nem véletlenül vádolták már az ókorban a pogány szerzők, mint pl. Symmachus a keresztényeket azzal, hogy kivonva magukat az állami ügyekből, gyengítik a római uralmat. Ezt az ókori vádat majd a felvilágosodás is átveszi – legnépszerűbb képviselője Edward Gibbon lesz.
Maga az életrajz 27 fejezetből áll. „Szerzője nyilvánvalóan Athanasius Szent Antal életével és Jeromos három remeteéletrajzával versengve írta meg művét, azaz nem száraz történeti életrajzot kívánt közreadni, hanem regényes, épületes elbeszélést”.
A mű – valamint a hozzá kiegészítő információkat tartalmazó 3 levél és két dialógus – a középkor legkedveltebb olvasmányai közé tartozott, a hagiográfia műfajának a megteremtője. Az ókori „a hitvalló mártír szentek” után a Szent Márton élete teremtette meg a „csodatévő szent” archetípusát – akinek esetleg már nem is kell mártírhalált halnia azért, hogy elnyerje a szent státusát. Ezt a műfajt egyengette tovább Venantius Fortunatus és Rimbertus műve is.
Az életrajzot, a 3 levelet és a 2 dialógust együttesen Martinellusnak nevezik. A 2016-os Szent Márton-emlékév alkalmából Dejcsics Konrád szerzetes, kiegészítve a korábbi életrajzot, lefordította magyarra a teljes Martinellust. A Márton-életrajz Magyarországon készített legkorábbi írott példányát a XII. századi Ernst-kódex őrzi.

### Szent Krónika
A Krónika (Chronicorum Libri duo avagy Historia sacra) a világ teremtésétől kezdve tárgyalja a történelmet egészen a 400. esztendőig. Severus célja egyfajta üdvtörténet adása, annak bemutatása, hogy Isten hogyan jelenik meg a történelemben. Szent Ágoston írta, hogy eleinte visszariadt a Szentírás egyszerű nyelvezetétől (Vallomások, III. könyv, 5. fejezet). A Krónika nyelvezete ezzel szemben kifinomult – emiatt elképzelhető, hogy Severus művelt értelmiségi rétegeknek írta a részben a Bibliát, részben világi szerzőket (pl. Velleius Paterculus, Publius Cornelius Tacitus) felhasználó művét. A Krónika külön foglalkozik az eretnekségekkel, emiatt elsőrendű a fontossága a Priscillianus és az ariánus „eretnekségek” történetéhez.

### Egyéb írásai
Az anyjához és egyes barátaihoz írt levelei nem maradtak fenn. Neki tulajdonítanak viszont még egy Világkrónikát – ezt azonban a 6. századi Hispániában állították össze.

## Művei magyarul
- Szent Márton élete; ford. Szita Bánk et al.; Bencés, Pannonhalma, 1998, ISBN 963-7819-76-2, 96 p., részletek online
- Varga Mátyás: Szent Márton; Sulpicius Severus nyomán; Bencés, Pannonhalma, 2005
- Sulpicius Severus: Szent Márton élete / Nagy Szent Gergely pápa: Szent Benedek élete; ford. Rados Tamás, Szabó Flóris; Bencés, Pannonhalma, 2010 (Patrisztika)
- Horváth István Sándor: Szent Márton életútja; Sulpicius Severus nyomán; szerzői, Zalalövő, 2014
- Szent Márton élete, levelek, dialógusok; bev., jegyz. Dejcsics Konrád; Pannonhalmi Főapátság–Bencés, 2016, ISBN 978-963-314-090-1, 207 p.